# 契約理論
契約理論（けいやくりろん、英: contract theory）とは、財・サービスの取引に関する当事者間の合意事項である契約に着目し、契約の締結や履行の管理に費用がかかったり、契約当事者間で保持する情報が異なったり（Hidden Information）、契約の履行を監視する機構が不完全であったり（Hidden Action）、情報を処理する能力が限定的である（限定合理性）ために生じる諸現象を説明するミクロの理論である。

## 契約理論の扱う問題

### 経済学的観点
経済学的観点からは、契約理論は、一般的に契約の当事者の間で情報が非対称的に所有されている中で、経済主体がどのように契約の取決めを構築することができ、また実際に構築しているのかを研究するものである。
情報の非対称性からは、逆選抜やモラル・ハザードといった問題が生じる。この問題に対して契約理論では、経済主体に正のインセンティブを与えるような契約はいかにして作れるかということを扱っている。
契約理論のミクロ経済学における標準的な手法は、意思決定者の行動を特定の数値効用構造の下で表現し、最適化アルゴリズムを適用して最適な意思決定を特定することである。このような手続きは、契約理論の枠組みにおいて、モラルハザード、不利な選択、シグナル伝達といった典型的な状況に用いられてきた。これらのモデルの精神は、たとえ保険契約下であっても、代理人に適切な行動を取らせるための理論的方法を見出すことにある。このモデル群によって達成された主な結果は、特に、本人および代理人の効用構造の数学的特性、仮定の緩和、契約関係の時間構造の変化などである。人々は、期待効用理論で述べられているように、フォン・ノイマン＝モルゲンシュテルン効用関数の最大化者としてモデル化されるのが通例である。

### 法的観点
法的な観点から見ると、契約とは、資源の流れ方に関する制度的な取り決めであり、取引の当事者間の様々な関係を定義したり、当事者の権利や義務を制限したりするものであるが、情報処理能力の限界または契約履行を司る制度の不完全性によって情報が不完備となることから生じる問題を扱うものとに分けられる。
制度の不完全性や限定合理性からは、不完備契約という問題が生じる。将来起こりうることのすべてを予見して、起こりうるすべての事態への対処を契約に書き込むことはできない。そこから、後で生じた事態に合わせて契約の当事者が行動を変える機会主義の問題が発生する。機会主義的行動を予想すると、特定の取引に特殊的な投資が不適切に抑制されるという問題が生じる。この問題に対して契約理論では、関係的契約を扱っている。

## 理論の起源、発展、応用

### 起源と発展
経済学における契約理論は、1991年にノーベル経済学賞を受賞したロナルド・H・コースが1937年に発表した論文「企業の本質（The Nature of the Firm）」から始まった。コースは、「予測が困難であるために、財やサービスの供給に関する契約の期間が長ければ長いほど、買い手が相手方のなすべきことを特定する可能性は低くなり、適切さも低下する」と指摘している。このことは、2つの点を示唆している。1つ目は、コースはすでに契約という観点から取引行動を理解しているということであり、2つ目は、コースは、契約がより完全でない場合、企業が市場で代替する可能性が高くなることを示唆しているということである。その後、契約理論は2つの方向に発展した。ひとつは完備契約理論であり、もうひとつは不完備契約理論である。

### 完備契約理論
完備契約理論によれば、企業と市場には本質的な違いはなく、どちらも契約である。プリンシパルと代理人は、将来のシナリオをすべて予見し、最適なリスク分担と収益移転メカニズムを開発し、制約条件下で準最適効率を達成することができる。これはプリンシパル＝代理人理論と等価である。
- アルメン・アルバート・アルキアンとハロルド・デムゼッツは、企業の本質が市場の代替物であるというコースの見解に同意せず、企業と市場はどちらも契約であり、両者に根本的な違いはないと主張している。彼らは、企業の本質はチーム生産であり、チーム生産における中心的な問題は代理人の努力の測定、すなわち単一代理人と複数代理人のモラルハザードであると考えている[3]。
- マイケル・C・ジェンセン（英語版）とウィリアム・メックリング（英語版）は、ビジネスの本質は契約関係であると考えている。彼らはビジネスを組織と定義した。そのような組織は、他の大多数の組織と同様に、個人間の一連の契約関係の接続点として機能する法的フィクションとして[4]。
- ジェームズ・マーリーズとベント・ホルムストロームらは、ゲーム理論という有利な労働手段の助けを借りて、プリンシパル・代理人の枠組みにおけるシングル・代理人およびマルチ・代理人のモラル・ハザード・モデルの基本的枠組みを開発した。
- ユージン・F・ファマらは、静的契約理論を動的契約理論に拡張し、長期契約にプリンシパル・コミットメントと代理人のレピュテーション効果の問題を導入した[5]。
- ブルソー（Eric Brousseau）とグラチャン（Jean-Michel Glachant）は、契約理論にはインセンティブ理論、不完全契約理論、新しい制度的取引費用理論が含まれるべきだと考えている[6]。

代理人やインセンティブとの関連から、契約理論はしばしば法学や経済学として知られる分野に分類される。その顕著な応用例の一つが、経営者報酬の最適スキームの設計である。経済学の分野では、1960年代にケネス・アローがこのテーマを初めて正式に扱った。2016年には、オリバー・ハートとベント・ホルムストロームが、CEOの報酬から民営化まで多くのトピックを網羅した契約理論の業績により、ノーベル経済学賞を受賞した。ホルムストロームはインセンティブとリスクの関連性に重点を置き、ハートは契約に穴を生じさせる将来の予測不可能性に重点を置いた。

## エージェンシー問題の主なモデル

### モラル・ハザード
モラルハザード問題とは、従業員の行動が雇用主からどの程度隠されているか、つまり、従業員が働くかどうか、どの程度働くか、どの程度注意深く働くかを指す。
モラル・ハザードモデルにおいて、情報の非対称性とは、代理人の行動を観察および／または検証することができないプリンシパルのことである。観察可能で検証可能なアウトプットに依存するパフォーマンスベースの契約は、代理人に元本の利益のために行動するインセンティブを創出するためにしばしば採用することができる。しかし、代理人がリスク回避的である場合、インセンティブを付与しても完全な保険にはならないため、このような契約は一般的に次善の理論に過ぎない。
典型的なモラルハザードモデルは以下のように定式化される。プリンシパルによって解くと：
{\displaystyle \max _{w(\cdot )}E\left[y({\hat {e}})-w(y({\hat {e}}))\right]}
代理人の「個人的合理性（individual rationality、IR）」制約、
{\displaystyle E\left[u(w(y({\hat {e}})))-c({\hat {e}})\right]\geq {\bar {u}}}
と代理人の「インセンティブ両立性（incentive compatibility、IC）」制約、
{\displaystyle E\left[u(w(y({\hat {e}})))-c({\hat {e}})\right]\geq E\left[u(w(y(e)))-c(e)\right]\ \forall e},
ここで、{\displaystyle w(\cdot )} は、努力 {\displaystyle e} の関数であるアウトプット {\displaystyle y} の関数としての代理人の賃金であり、 
{\displaystyle c(e)} は努力コストを表し、予約効用は {\displaystyle {\bar {u}}} で与えられる。
{\displaystyle u(\cdot )}は "効用関数 "であり、リスク回避型代理人にとっては凹型、リスク発生型代理人にとっては凸型、リスク中立型代理人にとっては線形である。
代理人がリスク中立であり、移転の支払いに境界がない場合、代理人の努力が観測不可能である（すなわち、それは「隠れた行動」である）という事実は問題にならない。この場合、検証可能な努力と同じ結果を得ることができる： 代理人は、両当事者の期待総余剰を最大化する、いわゆる「ファースト・ベスト」の努力レベルを選択する。具体的には、プリンシパルは実現されたアウトプットを代理人に与えることができるが、代理人に一定の前払いをさせることができる。代理人は「残余の請求者」となり、期待される総余剰から固定支払額を差し引いたものを最大化する。したがって、次善の努力水準は代理人のペイオフを最大化し、固定支払いは、均衡において代理人の期待ペイオフが彼または彼女の予約効用（契約が書かれなかった場合に代理人が得るもの）に等しくなるように選択することができる。しかし、代理人がリスク回避的であれば、インセンティブと保険はトレードオフの関係にある。さらに、代理人がリスク中立だが富に制約がある場合、代理人は元本に固定的な前払いをすることができないので、元本は代理人に「有限責任家賃」を残さなければならない（すなわち、代理人は自分の留保効用以上の利益を得る）。
リスク回避を伴うモラルハザードモデルは、スティーブンシャベル、サンフォード・J・グロスマン、オリバー・ハートらによって1970年代から1980年代にかけて開拓された。ウィリアム・P・ロジャーソンによってモラルハザードが繰り返されるケースに拡張され、ベント・ホルムストロームとポール・ミルグロムによって複数のタスクがあるケースに拡張された。リスク中立だが富に制約のある代理人を使ったモラルハザードモデルは、繰り返しの相互作用や複数のタスクがある設定にも拡張されている。隠された行動を伴うモデルを実証的に検証することは困難であるが（観察不可能な変数に関するフィールドデータがないため）、インセンティブが重要であるという契約理論の前提は、フィールドでうまく検証されている。さらに、隠された行動を伴う契約理論モデルは、実験室で直接検証されている。

### モラルハザードの解決策の例
モラルハザードの解決策に関する研究では、プリンシパル・代理人・モデルにモラル感応度を加えることで、従業員が賃金を受け取るために適切な努力で働くように誘導されるため、その記述性、規定性、教育学的有用性が高まると結論付けている。この理論は、従業員の労働努力が増加するにつれて、比例割増賃金も生産性を奨励するために増加するはずであることを示唆している。

### 不利な選択
逆選択モデルでは、契約が書かれた時点で、元本は代理人のある特性について知らされていない。その特性を代理人の「タイプ」と呼ぶ。例えば、健康保険は病気になりやすい人が加入しやすい。この場合、代理人のタイプとは、代理人が個人的に知っている健康状態のことである。もう一つの顕著な例は、公共調達契約である：政府機関（プリンシパル）は民間企業のコストを知らない。この場合、民間企業は代理人であり、代理人のタイプはコスト・レベルである。
逆選択モデルでは、代理人が可能な限り最良のタイプである場合を除き（これは「上部に歪みがない」性質として知られている）、一般的に取引が少なすぎる（すなわち、完全な情報を持つ「ファーストベスト」ベンチマーク状況と比較して、取引レベルのいわゆる「下方歪み」がある）。元本は代理人に契約のメニューを提供する。代理人が自分のタイプに合わせて設計された契約を選ぶ場合、そのメニューは「インセンティブに適合する」と呼ばれる。代理人に真のタイプを明らかにさせるために、元本は代理人に情報賃貸料（すなわち、代理人が自分の予約効用（契約が書かれていない場合に代理人が得るであろうもの）以上の利益を得ること）を残さなければならない。逆選択理論は、1980年代にRoger MyersonやEric Maskinらによって開拓された。最近では、逆選択理論は実験室での実験やフィールドで検証されている。
逆選択理論は、情報構造を内生化したり（代理人が私的情報を収集するかどうかを決定できるように）、社会的選好や限定合理性を考慮に入れたりするなど、いくつかの方向に拡張されてきた。

### シグナリング
シグナリング・モデルでは、一方の当事者は他方の当事者に自分自身に関する情報をどのように提示するか、また提示しないかを選択し、当事者間の情報の非対称性を軽減する。受信側の課題は、シグナリング当事者の能力を評価するために、シグナリング当事者の信頼性を解読することである。この理論の定式化は、1973年にマイケル・スペンスが発表した求人市場におけるシグナリング・モデルから始まった。彼のモデルでは、求職者は雇用主に対して自分のスキルや能力をシグナリングすることで、雇用主が資格のある求職者よりも資格の低い求職者を選ぶ確率を下げるという課題を課している。これは、潜在的な雇用者が潜在的な従業員のスキルや能力を見分ける知識を欠いているためである。

## 不完備契約
契約理論はまた、完備契約という概念も利用している。完備契約とは、世界のあらゆる可能な状態の法的結果を規定した契約と考えられている。オリバー・ハートとその共著者によって開拓された不完備契約の理論として知られる最近の発展では、当事者が完全な偶発契約を書けないことによるインセンティブ効果を研究している。実際、ある取引の当事者が契約段階で完全な契約を締結できないのは、契約締結のための合意に達することが困難であるか、締結するにはコストがかかりすぎるからである。不完備契約パラダイムの代表的な応用例として、企業の理論に対するグロスマン＝ハート＝ムーアの財産権アプローチがある（Hart, 1995参照）。
契約の当事者にとって、契約を完全なものにすることは不可能なほど複雑でコストがかかるため、法律は当事者の実際の合意の隙間を埋めるデフォルト・ルールを提供している。
過去20年間、動的契約の分析に多くの努力が払われてきた。この文献への初期の重要な貢献者には、エドワード・J・グリーン、スティーブン・スピアー（Stephen Spear）、サンジャイ・スリバスタバ（Sanjay Srivastava）などがいる。

## 期待効用理論
契約理論の多くは、期待効用理論によって説明することができる。この理論は、個人が意思決定に関連するリスクと利益に基づいて自分の選択を測定することを示している。ある研究では、代理人の期待感情は不確実性の影響を受けると分析している。それゆえ、プリンシパルは、情報の非対称性が存在するエージェントと契約を結び、各当事者の動機と利益をより明確に理解する必要がある。

## 契約理論の例
- ジョージ・アカロフは、中古車市場における逆選抜について説明した。
- マイケル・スペンスの雇用市場モデルのようなある種のモデルでは、エージェントは自分のタイプをプリンシパルに知らせることができ、それが問題の解決に役立つ可能性がある。
- リーランドとパイル（Leland and Pyle、1977）の株式公開理論では、エージェント（企業）は株式公開前に常に明確なシグナルを送ることで、市場における逆選択を減らすことができる。

## インセンティブ・デザイン
契約理論では、報酬を与えることで従業員のやる気を引き出すことを目標とする。サービスレベル／品質、結果、業績、または目標に応じた取引である。報酬は、インセンティブ・メカニズムが従業員のやる気を十分に引き出すことができるかどうかを決定することがわかる。
多数の契約理論モデルを考慮すると、異なる契約条件下での報酬設計は異なる。

### 絶対的業績と相対的業績に対する報酬
出典：
- 絶対的業績連動報酬：報酬は従業員の絶対的な業績に比例する。
- 相対的業績関連報酬：従業員の業績に応じて、高いものから低いものへと報酬が配分される。

絶対的業績連動型報酬は、従業員に必要かつ効果的なインセンティブという基本的な選択肢を提供するため、現実社会の経済学で広く認知されているインセンティブ・メカニズムである。しかし、絶対業績連動報酬には2つの欠点がある。
1. 不正をする人が出てくる
2. 不況や急成長に弱い

### 複数の従業員を対象としたデザイン契約
出典：
絶対的な業績連動報酬を考慮することは、雇用主が一度に複数の従業員に対する契約を設計する際によく用いられる方法であり、実務経済学で最も広く受け入れられている方法のひとつである。
従業員の業績に連動した絶対的報酬の形態は他にもある。例えば、従業員をグループに分け、各グループの総合的な業績に基づいてグループ全体に報酬を与える方法である。しかし、この方法の欠点は、他の人が懸命に働いている間に、問題のある海域で漁をする人が出てきて、他のグループと一緒に報酬を受けることになることである。報酬の仕組みを競争的競争として設定し、より良いパフォーマンスによってより高い報酬を得る方が良い。

### 情報の引き出し
プリンシパル・エージェント問題の特殊な種類は、エージェントがプリンシパルに属するアイテムの価値を計算することができ（例えば、査定者がプリンシパルの車の価値を計算することができる）、プリンシパルがエージェントに真の価値を計算し報告するようインセンティブを与えたい場合である。
以下も参照。

## 「契約理論」の範疇
ただし、「契約理論」という言葉は便宜的に使われているということには注意が必要である。ゲーム理論の発展また応用で築きあげられた逆選抜やモラル・ハザード、またその発展形として作られたメカニズム・デザインや不完備契約などの総称として使われているが、個々のモデル自体は全く異なる特徴を持っているといえる。その異なるモデルをまとめたいがために用いられる呼称が「契約理論」となる。また、学者によってはシグナリングなども「契約理論」に含める場合もある。
その他に、情報の経済学、企業理論、インセンティブ理論、Theoretical I.O. などの呼び方がされることがある。